# Guachipas (kommunhuvudort i Argentina)
Guachipas är en kommunhuvudort i Argentina.   Den ligger i provinsen Salta, i den norra delen av landet, 1 200 km nordväst om huvudstaden Buenos Aires. Guachipas ligger 1 096 meter över havet och antalet invånare är 1 710.
Terrängen runt Guachipas är kuperad söderut, men norrut är den platt. Trakten runt Guachipas är nära nog obefolkad, med mindre än två invånare per kvadratkilometer.. Guachipas är det största samhället i trakten.
I omgivningarna runt Guachipas växer i huvudsak lövfällande lövskog.